# Tiaranna ducalis
Tiaranna ducalis is een hydroïdpoliep uit de familie Tiarannidae. De poliep komt uit het geslacht Tiaranna. Tiaranna ducalis werd in 1853 voor het eerst wetenschappelijk beschreven door Forbes & Goodsir. 